# 新姆利尼 (邵爾斯區)
51°45′53″N 31°49′33″E / 51.76472°N 31.82583°E
新姆利尼（烏克蘭語：Нові Млини）是位於烏克蘭北部切爾尼戈夫州裏科留基夫卡區的村莊，始建於1750年，面積116.9平方公里，海拔高度113米，2001年人口280，人口密度每平方公里2.4人。